# لويس جوردان
لويس جوردان (بالفرنسية: Louis Jourdan)‏ (و. 1921 – 2015 م) هو ممثل، وممثل مسرحي، وممثل أفلام من فرنسا . ولد في مارسيليا .
توفي في بيفرلي هيلز كاليفورنيا .

## التعليم
تعلم في Cours Simon

## جوائز وترشيحات
حصل على جوائز منها:
- فارس وسام جوقة الشرف (31 ديسمبر 2009).[6]

ترشح لـ:
- جائزة الغولدن غلوب لأفضل ممثل في فيلم - موسيقي أو كوميدي، عن عمل:جيجي (1958).

## روابط خارجية
- لويس جوردان على موقع IMDb (الإنجليزية)
- لويس جوردان على موقع ألو سيني (الفرنسية)
- لويس جوردان على موقع ميوزك برينز (الإنجليزية)
- لويس جوردان على موقع تيرنر كلاسيك موفيز (الإنجليزية)
- لويس جوردان على موقع أول موفي (الإنجليزية)
- لويس جوردان على موقع قاعدة بيانات برودواي على الإنترنت (الإنجليزية)
- لويس جوردان على موقع قاعدة بيانات برودواي على الإنترنت (الإنجليزية)
- لويس جوردان على موقع قاعدة بيانات الأفلام السويدية (السويدية)
- لويس جوردان على موقع إن إن دي بي (الإنجليزية)
- لويس جوردان على موقع أول ميوزيك (الإنجليزية)